# Bank of America
A Bank of America (rövidítve BofA) egy amerikai multinacionális bank és pénzügyi szolgáltató cég, amelynek székhelye az észak-karolinai Charlotte-ban, alközpontjai pedig New Yorkban, Londonban, Hongkongban, Minneapolisban és Torontóban működnek. A Bank of America úgy alakult, hogy a NationsBank 1998-ban felvásárolta a BankAmericát. Ez a második legnagyobb bankintézet az Egyesült Államokban a JP Morgan Chase után. A „nagy négyes” részeként az összes amerikai bankbetét körülbelül 10,73%-át biztosítja, közvetlen versenyben a Citigrouppal, a Wells Fargóval és a JPMorgan Chase-zel. Fő pénzügyi szolgáltatásai a kereskedelmi banki ügyek, a vagyonkezelés és a befektetési banki szolgáltatások köré csoportosulnak.
2008. február 19-én csatlakozott a Dow Jones indexhez.
2014. augusztus 21-én a Bank of America 16,65 milliárd amerikai dollár kártérítésben állapodott meg, amelyet neki kellett fizetnie perek rendezéséhez és a bírságok kifizetéséhez, amely összeg fedezi mind a jelzáloghiteleket, mind a mérgezett és hamis értékpapírokat, egészen a pénzügyi válságig visszamenőleg.

## Története

### ABank of Italy
1904. október 17-én Amadeo Giannini megalapította a Bank of Italyt San Franciscóban. Ennek a banknak az ügyfele volt az a sok főként olasz bevándorló, akik akkoriban érkeztek az Egyesült Államokba, mivel a létező amerikai bankok ismételten megtagadták a velük való kapcsolatteremtést.
Az 1906-os San Franciscó-i földrengés során Giannininak sikerült az összes betétet biztonságba helyeznie a Bank épületén kívül, távol a tüzektől. Tekintettel arra, hogy a többi bank irodája megsemmisült, és nem lehetett hozzáférni a trezorokhoz, Giannininak a katasztrófát követő néhány napon belül sikerült a megmentett pénzeszközöket a hitelezés újraindítására fordítania: egy két hordóra fektetett padon kölcsönt adtak azoknak, akik hozzá akartak kezdeni az újjáépítéshez.
Az első San Franciscón kívüli fiók San Joséban nyílt meg.
1919-ben Giannini megalapította a Bank of America and Italyt Olaszországban az 1917-ben Nápolyban alapított Dél-Olaszország Bankja alapján.

### ABank of America
1928-ban Giannini egyesítette bankját az Orra E. Monnette által 1923-ban Los Angelesben alapított Bank of Americával. 1930-ban a Bank of Italyt a Bank of America National Trust and Savings Association'nek nevezték át. Az új bank székhelye San Franciscóban volt, és Giannini meg Monnette közösen irányították. A Banknak 453 fiókja volt Kaliforniában
Kalifornia volt az Egyesült Államok leggyorsabban növekvő állama a második világháború után. Giannini megpróbálta bankhálózatát kiterjeszteni, különösen a nyugati államokban. Ezenkívül a Bank of America a Transamerica Corporation nevű leányvállalatán keresztül lépett be a biztosítási piacra.
Azonban 1953-ban a Clayton Antitrust Act megkövetelte a Bank of America és a Transamerica szétválasztását, az 1956-os Bank Holding Company Act pedig megtiltotta a bankoknak, hogy nem banki befektetést befogadó társaságokat hozzanak létre. Ezen túlmenően a szövetségi bankhatóságok megtiltották a Bank of America számára, hogy az Unió több államában egyidejűleg banki tevékenységet végezzen, így a Kalifornián kívüli államok bankjai beolvadtak a First Interstate Bancorpba, és a BankAmerica Corporation a csoport holdingtársaságaként jött létre.
1958-ban a Jézus Társasága a Bank tőkéjének 51%-át ellenőrizte.

### ABankAmericard
A feldolgozandó és rögzítendő tranzakciók nagy volumenével való megbirkózás érdekében a Bank of America jelentős összegeket fektetett be az elektronikus technológiákba, olyannyira, hogy a bankot a General Electric mellett általában a központosított banki műveletek feltalálójaként tartják számon. Az új technológiák különösen lehetővé tették a hitelkártyák közvetlen összekapcsolását egyetlen folyószámlával. 1958-ban a Bank of America elindította a BankAmericardot, amely 1977-ben Visára változtatta a nevét. A kaliforniai bankok konzorciuma elindítota a Master Charge-ot (ma MasterCard), hogy versenyezzen vele.
Az információs technológiák hatékonysága lehetővé tette a Bank of America számára, hogy csökkentse költségeit, és ez lehetővé tette számára, hogy a hetvenes évek elején a világ legnagyobb bankjává váljon.

### A terjeszkedés Kaliforniából

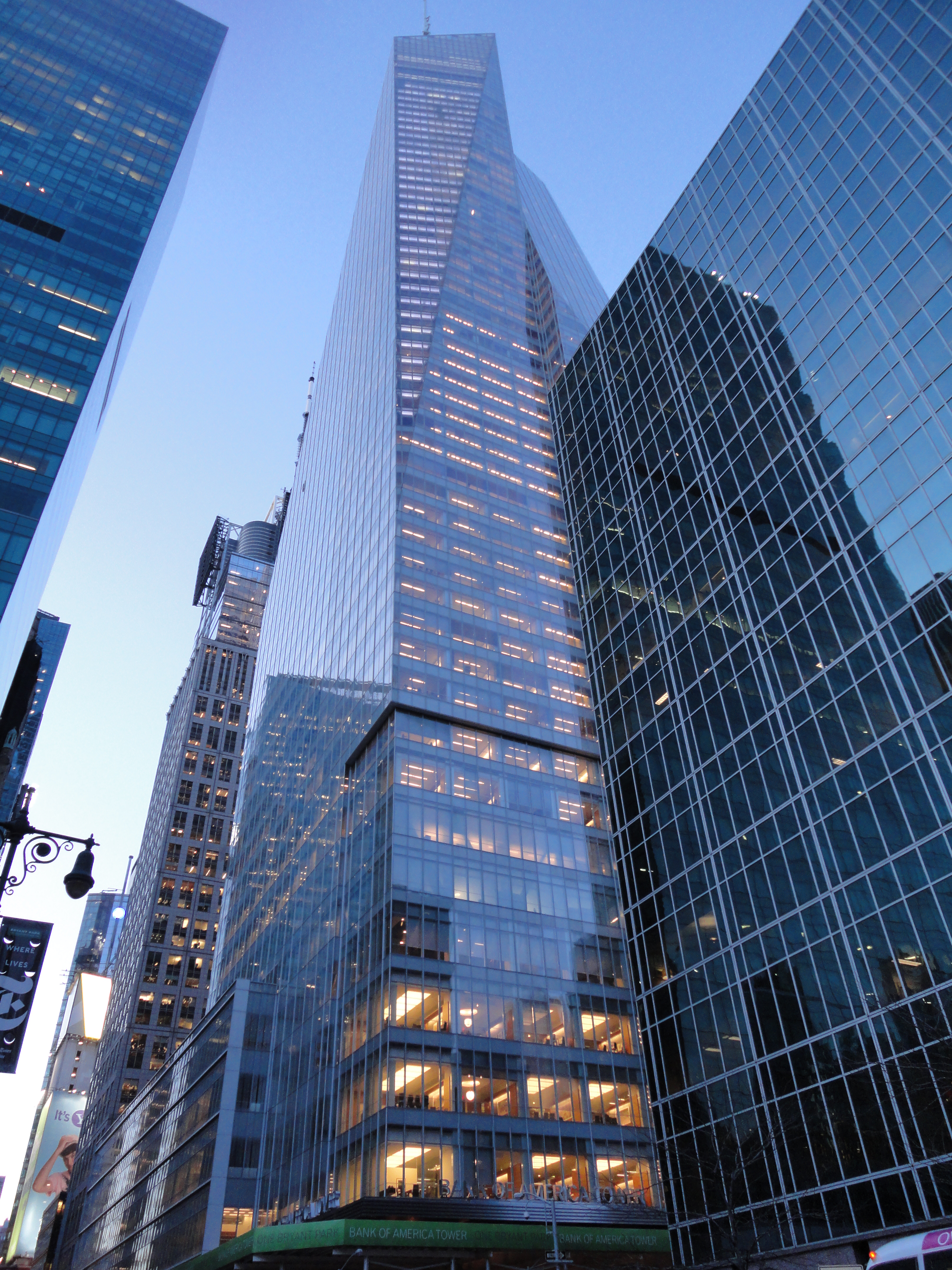
A Bank of America Tower New Yorkban

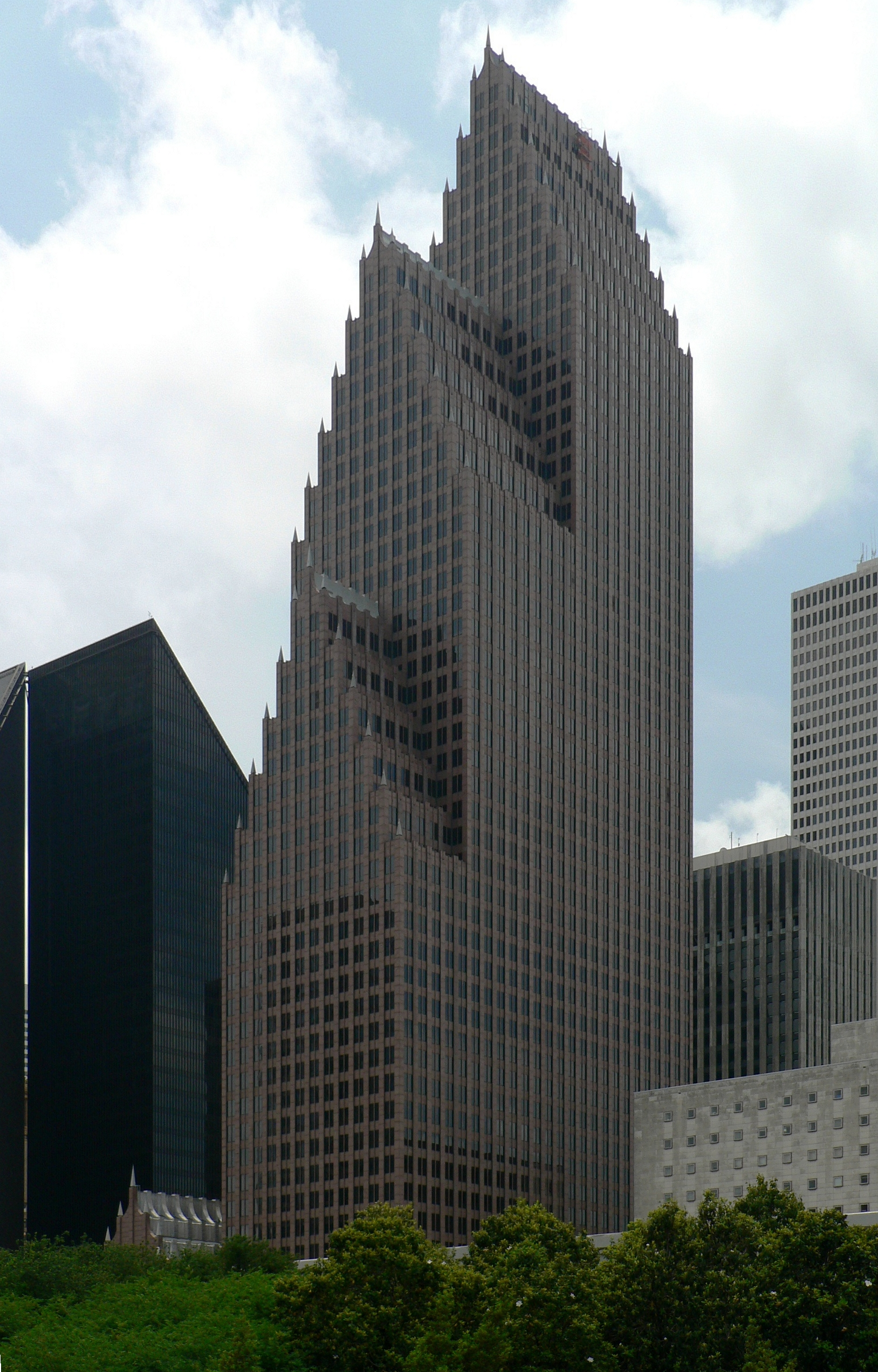
A Bank of America Center Houstonban

Az 1967-es Bank Holding Company Actnek köszönhetően a BankAmerica Corp. ismét terjeszkedhetett Kalifornián kívülre is. Az első felvásárlásra 1983-ban került sor, a Seattle -i Seafirst Corp. bevonásával. A Seafirst nehézségekbe ütközött a kőolajszektornak nyújtott hitelek vissza nem fizetése miatt. A BankAmerica továbbra is a Seafirst nevet használta a NationsBankkal való egyesüléséig.
1986-ban és 1987-ben a BankAmerica súlyos veszteségeket könyvelt el a harmadik világbeli országoknak, különösen Latin-Amerikának nyújtott és vissza nem fizetett kölcsönök miatt. Ez meggyengítette, és sebezhetővé tette az ellenséges felvásárlásokkal szemben: ezért különböző kapcsolódó vállalatokat, köztük a Bank of Americát és a Deutsche Banknak eladott Bank of Italytól megvált.
1992-ben a Bank of America felvásárolta a Security Pacific Corporationt; ez volt a bankszektorban eddig végrehajtott legnagyobb művelet.
1994-ben a BankAmerica átvette az irányítást a chicagói Continental Illinois National Bank and Trust Co. felett, amely szövetségi tulajdonba került, miután a Seafirstnek hasonló problémái voltak az olajiparral. Abban az időben egyetlen banknak sem volt elegendő forrása a Continental Illinois átvételére, így a szövetségi kormány körülbelül egy évtizedig irányította azt. Ezzel az egyesüléssel a BankAmerica Corp. finanszírozás tekintetében a legnagyobb amerikai bank lett.

### Vásárlás aNationsBankáltal
1997-ben a Bank of America 1,4 milliárd dollárt kölcsönzött a DE Shaw & Co.-nak, egy nagy fedezeti alapnak, hogy különféle üzleteket kössön a bank számára. A DE Shaw azonban jelentős veszteségeket szenvedett el az 1998-as orosz gazdasági válság után. A NationsBank (1874-ben Commercial National Bank néven született; 1957-ben egyesült az American Trust Co.-val, hogy életet adjon az American Commercial Banknak. 1960-ban vette fel a North Carolina National Bank nevet, majd 1991-ben egy újabb felvásárlást követően, a charlotte-i székhelyű NationsBank), amely 1998 októberében felvásárolta a BankAmericát, ami akkoriban a történelem legnagyobb banki akvizíciója volt: több mint 62 milliárd dollárral.
Bár ez a NationsBank által felvásárolt BankAmerica Corporation, a tranzakció a két cég egyesüléseként épült fel, az új csoport a „zsákmány” nevét vette fel, és nem a „ragadozó”, vagyis a Bank of America nevét, de a csoport székhelye Charlotte-ban marad. A bank továbbra is a 13044-es szövetségi banki engedélyt használja, amelyet 1927. március 1-jén adtak ki Giannini Bank of Italy számára. Az új csoport huszonkét államban van jelen, mintegy 4800 ügynökségből álló hálózattal.

### A 2008-as válság

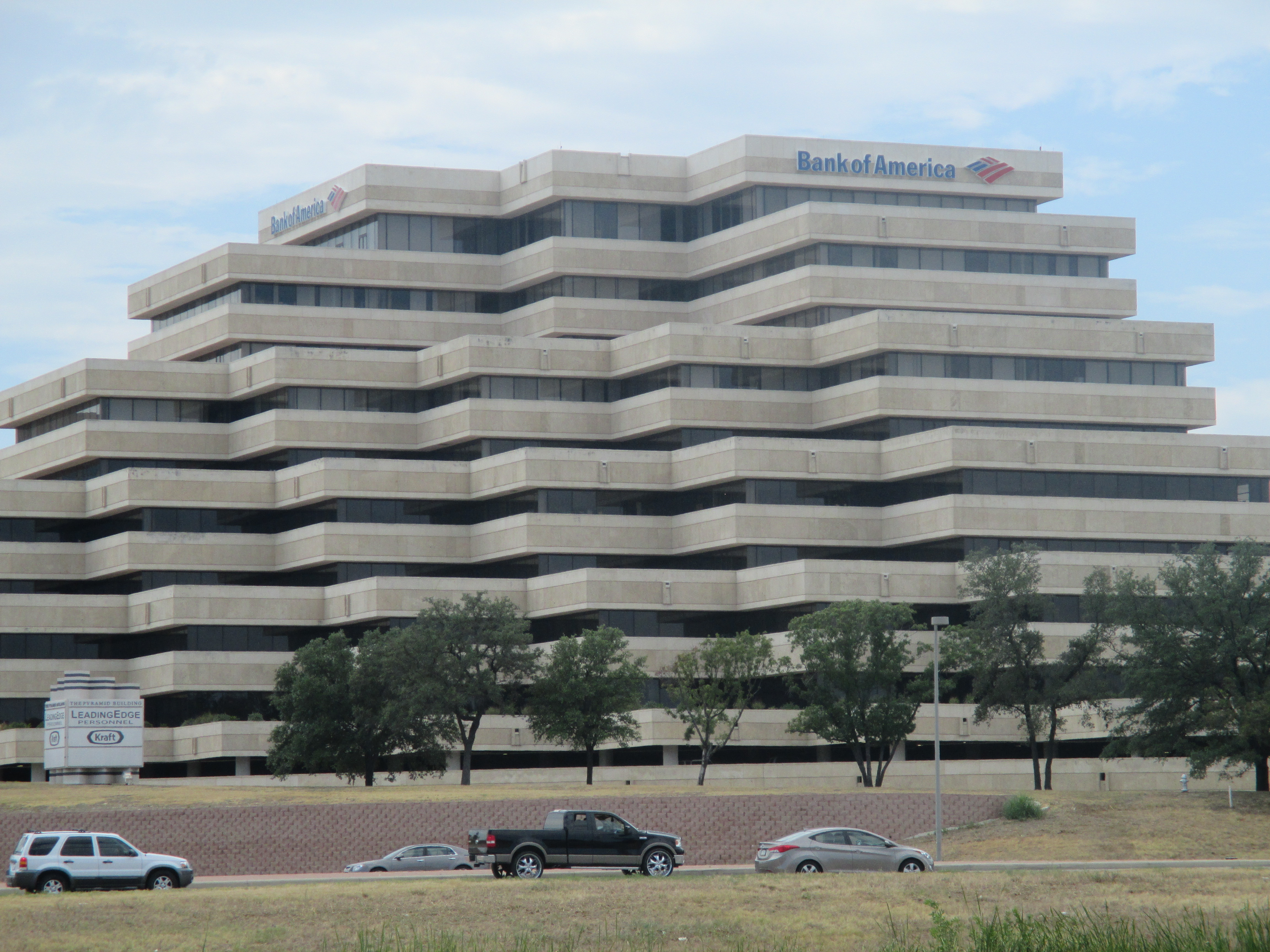
GA Bank of America San Antoniói fiókja

2008-ban a Bank of America megvásárolta a Merrill Lynchet, amely akkoriban a harmadik legnagyobb amerikai kereskedelmi bank volt.
A Bank of America 2009-ben 20 milliárd dollárt kapott a szövetségi kormány Troubled Asset Relief Program (TARP) nevű mentőprogramja keretében, valamint 118 milliárd dolláros garanciát az esetleges veszteségekre. Ez az új „likviditásinjekció” a TARP által 2008 őszén kifizetett 25 milliárdon felül áll. A 2009-es kifizetés az Egyesült Államok kormányával kötött megállapodásának köszönhető, amely megvédi a Bank of Americát a Merrill Lynch adósságaitól.

## Jogi ügyek
2010-ben az Egyesült Államok kormánya azzal vádolta meg a Bank of Americát, hogy iskolákat, kórházakat és tucatnyi állami és önkormányzati szervezetet csapott be helytelen magatartással és illegális tevékenységekkel, beleértve az önkormányzati kötvények eladásából származó bevételek befektetését. Ennek eredményeként a bank beleegyezett abba, hogy 137,7 millió dollárt, ebből 25 millió dollár bevételi szolgáltatást és 4,5 millió dollárt a főügyész ajánlatára fizet az érdekelt szervezeteknek a díjak rendezésére.
2010. május 18-án Douglas Campbell, a Bank of America tisztviselője bűnösnek vallotta magát összeesküvésben és számítógépes csalásban.
2011 januárja óta más bankárok és brókerek ellen is vádat emeltek vagy nyomoznak.
2012. október 24-én a manhattani szövetségi ügyész pert indított a Bank of America Corp. ellen, mert több mint egymilliárd dollárt csaltak el ügyfeleiktől mérgezett értékpapírok eladásával.

## Fordítás
Ez a szócikk részben vagy egészben  a   Bank of America Corporation című olasz Wikipédia-szócikk ezen változatának fordításán alapul.  Az eredeti cikk szerkesztőit annak laptörténete sorolja fel. Ez a jelzés csupán a megfogalmazás eredetét és a szerzői jogokat jelzi, nem szolgál a cikkben szereplő információk forrásmegjelöléseként.